# Mukō
Mukō (japanisch 向日市, -shi) ist eine japanische Stadt westlich von Kyōto.

## Geschichte
Von 784 bis 794 befand sich auf dem heutigen südlichen Stadtgebiet zusammen mit dem Gebiet der Nachbarstadt Nakaokakyō sowie des Kyōtoer Stadtbezirkes Nishikyō-ku die damalige Hauptstadt Japans, Nagaoka-kyō.
Heute ist Mukō Wohngebiet für Kyōto und Osaka. In der Stadt befindet sich Maschinen-, Textil- und Nahrungsmittel-Industrie. Der westliche Stadtteil ist bekannt für seine Bambussprossen.
Mukō wurde am 1. Oktober 1972 zur Shi ernannt.

## Verkehr
- Straße:
  - Nationalstraße 171
- Zug:
  - JR Kyōto-Linie: nach Kyōto und Nara

## Söhne und Töchter der Stadt
- Izumi Shimada (* 1948), Anthropologe und Archäologe

## Weblinks

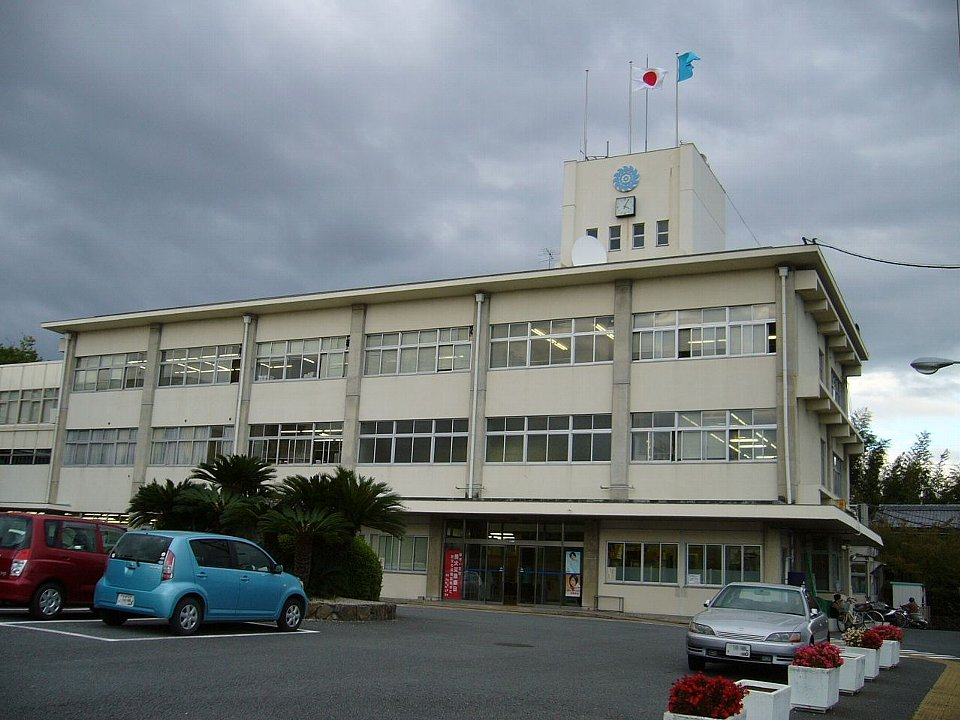
Rathaus von Mukō

## Angrenzende Städte und Gemeinden
- Kyōto
- Nagaokakyō